# أروانا فضية
أروانا فضية (الاسم العلمي: Osteoglossum bicirrhosum) (بالإنجليزية: silver arawana)‏ هي نوع من الأسماك يتبع جنس الأروانا من الفصيلة عظمية اللسان. موطنها الأصلي أمريكا الجنوبية.